# 翁奇山
08°50′34″N 38°00′40″E / 8.84278°N 38.01111°E

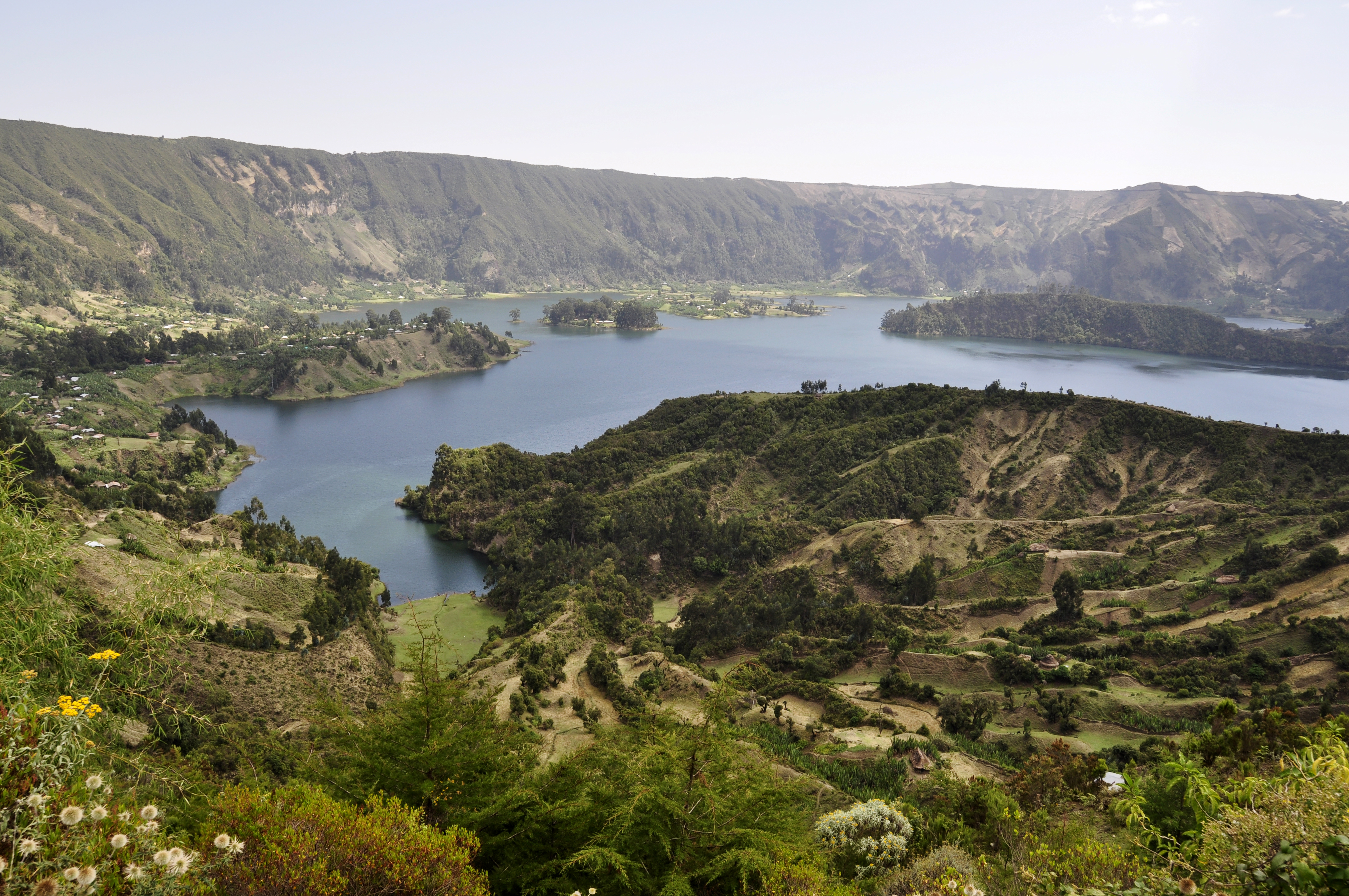

翁奇山是埃塞俄比亞的火山，位於該國中南部奧羅米亞州，處於首都亞的斯亞貝巴以西98公里，火山口長4.8公里、寬4公里，海拔高度3,450米，是該國最高的火山。